# Кашин, Павел Петрович
Па́вел Ка́шин (настоящее имя Павел Петрович Кваша́; род. 4 марта 1967, Кустанай) — советский и российский автор-исполнитель, поэт, музыкант, актёр.

## Биография
Родился в Кустанае в 1967 году. В возрасте 13 лет переехал в Рудный, где поступил и в 1986 году окончил Рудненское музыкальное училище по классу баяна, получил диплом дирижёра народных оркестров. Кашин также учился в консерватории, в Академии художеств на факультете живописи, в университете на философском факультете, но ни в одном из этих ВУЗов не выдерживал более полугода. Знает 4 иностранных языка (английский, французский, итальянский, немецкий).
Прошёл службу в армии в Удмуртии, в экспериментальном военно-строительном полку, который был сформирован из бывших зеков и «дисбатовцев». Там Кашину, по требованию лейтенанта, пришлось научиться играть на саксофоне.
В 1989 году, почти сразу после службы, переехал в Ленинград, где играл на саксофоне на улицах и в переходах. Через некоторое время через объявление в Ленинградском рок-клубе присоединился к группе Михаила Башакова «Духи», в которой проработал до 1991 года.
За всё время своего существования группа давала только бесплатные концерты, и Кашин продолжал жить на деньги от игры в переходах и на улицах. На эти деньги смог записать на разных студиях собственные песни, которые потом были выпущены в рамках первого сольного альбома «Гномики», записанного к 1992 году и изданного на виниловой пластинке спустя год. По словам Кашина, пластинка «Гномики» является последней, которая была выпущена Ленинградским заводом грампластинок.
В то же время взял псевдоним «Кашин», чтобы избежать «родства» с актёром Игорем Квашой и петербургским певцом и автором песен Олегом Квашой.
Песня «Город», вошедшая в альбом «Гномики» и ставшая визитной карточкой Кашина, была написана под впечатлением от украинской песни «Черемшина», которую Павлу в детстве часто напевала его мама.
На песни «Город» и «Гномики» петербургским клипмейкером Борисом Деденёвым были сняты видеоклипы, которые транслировались по телевидению. Бюджет клипа на первую песню составила сумма в $800, которая была потрачена, в том числе, на аренду Дома Труда и раритетных машин из киностудии «Ленфильм». В клипе также снялись телеведущая Тамара Максимова и режиссёр Сергей Кальварский.
В 1993 году Кашин выпустил первый компакт-диск «По волшебной реке», который до сих пор является самым большим в его карьере (23 песни). Некоторые композиции были взяты с пластинки «Гномики», а спустя почти десятилетие песню «Хватит мечтать» исполнила Алла Пугачёва в телемюзикле «За двумя зайцами».
Ещё два года после выхода клипа на песню «Город» Кашин выступал преимущественно в петербургском клубе «Стардаст», за один концерт в котором получал почти $100. В 1994 году директором Кашина стал Павел Антонов, известный по сотрудничеству с группой «Наутилус Помпилиус». Антонов запустил гастрольную деятельность Кашина и помог в записи второго альбома «По небесным грядкам». Песни «Ветер» и «Русская песня» были изданы в первом альбоме, песня «Саша и бабочка» была записана для пластинки «Гномики», а песня «Фонари», автором которой является Михаил Башаков, успела прозвучать в исполнении группы «Духи» и быть изданной в их первом альбоме «Солнце». В дальнейшем Кашин записал с Антоновым ещё два альбома.
В 1995 году Кашин подписал контракт с московским продюсерским центром Rise Music. Вышел альбом «Жизнь» и видеокассета «Большой кусок жизни» с записью концерта, к которому были также добавлены клипы и комментарии Кашина. Презентация кассеты состоялись в ГЦКЗ «Россия» и БКЗ «Октябрьский».
В 1996 году вышел альбом «Подсолнух», в него вошла песня из «Гномиков» — «Будто я». Шесть песен винилового альбома так и остались только на «Гномиках» и больше не выходили.
В 1997 году Кашин уехал в США. По возвращении Павел объяснил, что уезжал изучать английский язык и «вообще жизнь», а также учился американской поэзии в одном из ВУЗов.
В 1998 году ненадолго посетил Россию. Собрав многих музыкантов, с которыми он работал, записал альбом «Эйфория». Уже через год вернулся окончательно.
В 2000 году появляется официальный сайт kashin.ru
В 2001 вышел его альбом «Герой» с песнями на слова своего давнего друга и соратника Михаила Башакова. Альбом был задуман и записан ещё в 1996 году при участии Павла Антонова. Тогда витала идея о возрождении группы «Духи», и ей был даже сыгран один концерт. В этом же году вышел альбом «Пламенный посланник», который также планировалось выпустить в англоязычном варианте. Также Кашин принял участие в отборочном туре фестиваля «Песня года» с композицией «Слепая любовь», которая была выпущена официально лишь спустя 7 лет в альбоме «Лунатик». Примерно в тот же период являлся владельцем звукозаписывающего лейбла и магазина на Невском проспекте, где продавались аудио- и видеопродукция.
В 2002 году вышел альбом «Утопия». Осенью этого же года Кашин переехал в Москву. Продюсером певца стала экс-директор группы «Мумий тролль» Ирина Миклошич.
В 2003 году на фирме «CD Land» был издан девятый альбом «До свидания, время». Песни Павла Кашина попали в ротацию «Нашего радио», а клип на песню «Барышня», срежиссированный Ириной Миклошич, транслировался по MTV и Муз-ТВ. В том же году Кашин впервые выступил на фестивале «Нашествие» и участвовал в трибьюте группы «Пикник», записав песню «Вечер».
В 2004 году вышел альбом «Десятка», впоследствии Кашин назвал альбом экспериментальным. Вышли альбомы «Глазами Будды» и «Туше», в котором Ирина Миклошич читает свои стихи под музыку Кашина.
В 2005 году Кашин принимал участие в проекте «Нашего радио» «Белорусский вокзал», записывая песню «В землянке». Вышел альбом «Josephine», а также альбом «Навеяно Лермонтовым и Пушкиным» — НЛП, на котором певица Елена Максимова и Павел Кашин исполняют песни на стихи Лермонтова и Пушкина.
В 2006 году выпустил альбом «Имитация любви» и первый DVD-диск «Лунный», куда вошли видеозапись концерта в клубе «Молодая гвардия», избранные клипы и несколько песен в акустических версиях. Тогда же прекратилось сотрудничество с Ириной Миклошич.
В 2008 году вышли альбомы «Солнцеклёш» и «Лунатик», записанный ещё в 2000 году. Кашин начал работу в качестве продюсера и автора песен групп «Decadance» и «Две луны». Директором группы стала Марианна Дубровская.
В 2009 году вышел сборник «The Bestest», в котором все песни получили новую аранжировку, а на втором диске эти же самые песни прозвучали на английском языке. В поддержку сборника 31 мая в концертном зале «Мир» был дан концерт, который был записан и издан в качестве DVD «Нарисуй мне небо».
В 2010 году вышел альбом «Ассоль немного подождёт», в котором Кашин постарался не использовать ни одного электронного звука, так как он «больше в них не верит». Принял участие в концерте «Песни для Аллы» в Crocus City Hall, где исполнял песню Аллы Пугачевой «Мал помалу».
В 2011 году вышел альбом «Эра любви» с присутствием ненормативной лексики, что в карьере Кашина было впервые.
В 2014 году появился девятнадцатый альбом «Адмирабль». Главный хит этого альбома, «Арена», вошёл в ротацию «Радио Шансон» и телеканала «Шансон-ТВ».
В 2016 году для фильма Андрея Соколова «Память осени» Кашин написал музыку, за которую получил приз на фестивале «IV Marbella International Russian Film Festival» в испанском городе Марбелья. Тогда же, на Первом канале вышел сериал режиссёра Александра Лайе «Тонкий лёд», названный в честь одноимённой композиции Павла Кашина, которая, в свою очередь, звучит в качестве главной музыкальной темы.
Кашин занимался переводами стихов Артюра Рембо и делал попытки соединить их с музыкой.

«Я не выпускал альбомов уже несколько лет, поэтому будущая пластинка долгожданна как для моих слушателей, так и для меня. Слово „адмирабль“ в переводе с французского — „обожаемая“. Весь альбом несет в себе романтизм и высокий стиль навеянный Артюром Рембо», — рассказал Павел Кашин о новом альбоме.

В 2017 году вышел двадцатый альбом «Талисман», главная песня которого, «Life is beautiful», вошла в ротацию «Нашего радио», «Милицейской волны» и ряда других российских радиостанций. Прошло 50-летие певца и 25-летие альбома «Гномики».

## Дискография

### Студийные альбомы
- 1992 — Гномики (виниловая пластинка)
- 1993 — По волшебной реке
- 1994 — По небесным грядкам
- 1995 — Жизнь
- 1996 — Подсолнух[14]
- 1999 — Эйфория
- 2001 — Герой (песни на стихи Михаила Башакова) (запись 1996 года)
- 2001 — Пламенный посланник
- 2002 — Утопия
- 2003 — До свидания, время
- 2004 — Десятка
- 2004 — Глазами Будды[15]
- 2005 — Josephine
- 2006 — Имитация любви
- 2008 — Солнцеклёш
- 2008 — Лунатик (запись 2000 года)
- 2009 — The Bestest (2 CD на английском и русском)
- 2010 — Ассоль немного подождёт
- 2011 — Эра любви[16]
- 2014 — Адмирабль
- 2017 — Талисман
- 2018 — Ampersand
- 2019 — Москва не лечится
- 2021 — Бледный герой
- 2024 — Йети

### Совместные альбомы
- 2004 — Туше (стихи Ирины Миклошич, музыка Павла Кашина)
- 2005 — Навеяно Лермонтовым и Пушкиным (группа НЛП и Павел Кашин поют песни на стихи Пушкина и Лермонтова)

### Композиции вне альбомов
- 2003 — Пикник. Трибьют (Трибьют группы «Пикник». Песня «Вечер»)
- 2005 — Белорусский вокзал Наше радио (песня «В землянке»)
- 2010 — Песни для Аллы (Трибьют Аллы Пугачевой. Песня «Мал-помалу»)

## Видео
- 1995 — Большой кусок жизни (видеокассета)

## Фильмография
- 2014 — Практика (28 серия) — Ефим, продюсер певицы Ангелины
- 2013 — Суд присяжных. Окончательный вердикт — Музыкант
- 1993 — Мортус (короткометражный музыкальный фильм)

Композитор
- 2016 — Тонкий лёд (песня «Тонкий лёд»)
- 2016 — Память осени
- 2014 — Ад, Цуриков и другие (песня «Тонкий лёд») телеспектакль
- 2014 — Последний день (песня «Попутным ветром») мини-сериал из 4 серий
- 2013 — Трасса (песня «Черный ящик»)
- 2012 — Возвращение (песня «Попутным ветром»)
- 2010 — Подсадной (песня «Ассоль»)
- 2010 — Фокусник 2 (песня «Презирая печали», «Живи», «One, two»)
- 2010 — Фокусник (песня «Уходя»)
- 2009 — Артефакт (песни «One, two», «Time to run», «Беги», «Sadness», «На задворках мирозданья»)
- 2008 — Солдаты (песня «Упрись сапогами в небо»)
- 2004 — За двумя зайцами (песня «Хватит мечтать» в исполнении Аллы Пугачевой)

#### Видеоклипы
| Год  | Название              | Примечание |
| ---- | --------------------- | --- |
| 1992 | Город                 | Режиссёр — Борис Деденёв                                                                                           |
| 1992 | Гномики               | Режиссёр — Борис Деденёв                                                                                           |
| 1993 | Песня китайских цыган | Режиссёр — Борис Деденёв                                                                                           |
| 1993 | Сверчок               | Режиссёр — Борис Деденёв                                                                                           |
| 1993 | Сердце                | Режиссёр — Борис Деденёв                                                                                           |
| 1993 | Птичка                | Являются частью невышедшего фильма режиссёра Д.Поддубного «Мортус», одну из ролей в котором сыграл Александр Лыков |
| 1993 | Грустно               | Являются частью невышедшего фильма режиссёра Д.Поддубного «Мортус», одну из ролей в котором сыграл Александр Лыков |
| 1995 | Жизнь                 | - |
| 1995 | Чайка                 | - |
| 1996 | Подсолнух             | Режиссёр — Борис Деденёв                                                                                           |
| 1998 | Эйфория               | - |
| 2001 | Ниоткуда никуда       | Режиссёр — Павел Кашин                                                                                             |
| 2003 | Барышня               | Режиссёр — Ирина Миклошич                                                                                          |
| 2004 | Цветы в джакузи       | - |
| 2004 | Московская одиссея    | - |
| 2008 | Мишка гризли          | - |
| 2014 | Арена                 | - |
| 2017 | Пьяный корабль        | - |